# 西曼卡斯
西曼卡斯，是西班牙卡斯蒂利亚-莱昂巴利亚多利德省的一个市镇。总面积43平方公里，
2001年普查人口總數為3952人，人口密度為每平方公里92人。